# Joe E. Brown
Joe E. Brown (Holgate, Ohio, 1891. július 28. – Brentwood, Los Angeles, 1973. július 6.) amerikai színész.

## Életpályája
Gyermekkorát az Ohio állambeli Toledóban töltötte. 1902-ben egy vándorcirkuszhoz szegődött. Hivatásos baseballjátékos is volt, majd vaudeville-színész lett. 1920-ban debütált a Broadway-en. 1928-ban került a filmszakmába s komikus szerepkörben vált ismertté. 1929-ben a Warner Bros.-hoz szerződött. 1937-ben otthagyta a Warner Bros.-t. 
1960-ban csillagot kapott a Hollywood Walk of Fame-en.

## Munkássága
Humora harsány, ami sokat megőrzött a bohócműfaj vaskosságából. Hazájában lapátszájú komikusnak nevezték. 1933-ban szerepelt az Egy tengerész fia című filmben Jean Muir és Thelma Todd társaságában. 1938-ban szerepelt A gladiátor című, Philip Gordon Wylie 1930-as regényéből készült filmben. 1959-ben Marilyn Monroe, Tony Curtis és Jack Lemmon partnere volt a Van, aki forrón szereti című filmben.

## Magánélete
1915–1973 között Kathryn Francis McGraw volt a felesége.

## Filmjei
- A cirkuszkölyök (The Circus Kid) (1928)
- Menyasszonysorsolás (The Lottery Bride) (1930)
- A zöldfülű (The Tenderfoot) (1932)
- Egy tengerész fia (Son of a Sailor) (1933)
- A nagy Elmer (Elmer, the Great) (1933)
- A cirkuszi bohóc (The Circus Clown) (1934)
- Szentivánéji álom (1935)
- A gladiátor (The Gladiator) (1938)
- Szélesre tárt terek (Wide Open Faces) (1938)
- Nehéz az élet (1938)
- Pin Up Girl (1944)
- A Revü hajó (1951)
- The Christophers (1955–1964)
- 80 nap alatt a Föld körül (1956)
- Van, aki forrón szereti (1959)
- Bolond, bolond világ (1963)
- A rémület komédiája (1963)